# 虎倒流
虎倒流（ことうりゅう、Kotō -ryū）は、骨法術を専門とする日本武道の流派。室町時代（1392〜1573）に坂上太郎国重が玉虎流を起源として創設。 宗家は高松寿嗣（1889-1972）、初見良昭（1931-）を経て野口幸雄に受け継がれたとされる。